# فرحان بلبل
فرحان بلبل (1937- 2025 م) كاتب وباحث وناقد ومخرج مسرحي سوري. وأستاذ مادة الإلقاء المسرحي في المعهد العالي للفنون المسرحية بدمشق، ورئيس تحرير مجلة (الحياة المسرحية) التي تصدرها وِزارة الثقافة السورية، وهو عضو في اتحاد الكتَّاب العرب. وهو والد الممثل نوَّار بلبل.

## سيرته
ولد محمد فرحان بلبل في مدينة حمص عام 1937، لأسرة علمية تتوارث العلوم الدينية، فجدُّه ووالد جدِّه من علماء الفقه الإسلامي.
تخرَّج فرحان في قسم اللغة العربية وآدابها من كلية الآداب بجامعة دمشق عام 1960.
بدأ العمل معلِّمًا للغة العربية في المدارس الثانوية من عام 1960 إلى 1976، وبدأ نشاطه في المسرح منذ عام 1968 في الأندية الفنية بمدينة حمص. ثم اختصَّ بالعمل المسرحي كتابة وإخراجًا، فألَّف أكثر من ثلاثين عملًا مسرحيًّا، منها ست مسرحيات للأطفال، وأعاد تأليف 6 مسرحيات. وأخرج أكثر من 40 عملًا مسرحيًّا. وقُدِّمت مسرحياته في عدد كبير من أقطار الوطن العربي والعالم. وعُرضت بعض مسرحياته على الشاشة الصغيرة.
وهو عضو في اتحاد الكتَّاب العرب منذ عام 1971 (عضو جمعية المسرح). وشارك في لجان تحكيم عدد كبير من المهرجانات المسرحية السورية والعربية. ودُعِيَ إلى عدد كبير من المهرجانات المسرحية العربية ضيفًا ومحاضرًا. وعمل في المعهد العالي للفنون المسرحية بدمشق أستاذًا لمادَّة الإلقاء المسرحي، من عام 1986 حتى 2011 ، وأعدَّ كتابه (أصول الإلقاء والإلقاء المسرحي) للمعهد. وتولى رئاسة تحرير مجلة (الحياة المسرحية) التي تصدرها وِزارة الثقافة السورية عام 2005.

### المسرح العمالي
أسهم عام 1973 في تأسيس (فرقة المسرح العمَّالي) ضمن اتحاد عمَّال حمص، ووضع الأسس الفكرية لمفهوم (المسرح العمَّالي) وكتب الكثير عن هذا المفهوم. وبذلك كانت هذه الفرقة رائدة في ميدان المسرح العمَّالي في سورية والوطن العربي، وتولى إدارتها. من أهم ما أنجزه مع الفرقة (التجوال المسرحي) بتقديم عروض مسرحية في عدد من المدن السورية، وفي مناطق الريف والتجمُّعات العمالية. وشاركت الفرقة في مهرجان دمشق للفنون المسرحية عدَّة مرات، وفي العديد من المهرجانات السورية.
قدَّمت الفرقة منذ تأسيسها أكثر من 40 عملًا مسرحيًّا، أكثرها من إخراجه، وبعضها من تأليفه منها (الممثلون يتراشقون الحجارة) و(العشاق لا يفشلون). ومنها نصوص سورية مشهورة مثل (الملك هو الملك) للكاتب سعد الله وَنُّوس. ومنها نصوص عربية مثل (مأساة الحلَّاج) لصلاح عبد الصبور، و(أمسيات رجل طيب) عن ثلاثة نصوص لمحمود دياب، و(وكالة عامَّة) عن نصٍّ لقاسم المحمد. ومنها نصوص أجنبية مثل (جوهر القضية الجمجمة) لناظم حكمت، و(تأخرت يا صديقي) عن نصٍّ لغريغوري غورين، و(ثمن الحرية) لعمانوئيل روبلس، و(الجرة المحطمة) لفون كلايست، و(الصبر المتحرق) لأنطونيو سكارميتا.
في عام 1979 اتجهت الفرقة إلى تقديم (مسرح الأطفال) فكانت من روَّاد مسرح الطفل في سورية، وقدَّم بها نصوصه (البئر المهجورة) و(الصندوق الأخضر) و(الجزيرة الخضراء). وأخرج نصوصًا من تأليف غيره للأطفال.

## كتبه وآثاره
كتب في النقد المسرحي عددًا كبيرًا من المقالات والدراسات في الصحف والمجلات، وأصدر في ميدان النقد المسرحي عددًا من الكتب منها:

### بحوث ودراسات
1. (المسرح العربي المعاصر في مواجهة الحياة)، وِزارة الثقافة السورية 1983.
2. (أصول الإلقاء والإلقاء المسرحي)، وِزارة الثقافة السورية 1991. ط2 مكتبة مدبولي القاهرة 1996.
3. (مراجعات في المسرح العربي منذ النشأة حتى اليوم).
4. (المسرح السوري في مئة عام 1847 1946)، وِزارة الثقافة السورية 1997.[4]
5. (المسرح التجريبي الحديث عالميًّا وعربيًّا).
6. (النص المسرحي: الكلمة والفعل).
7. (من التقليد إلى التجديد في الأدب المسرحي السوري).
8. (أحزان الشعر العربي الحديث بين حَزِيران 1967 وتشرين 1973).
9. (مسرحنا العربي واقعُه وآفاقه).
10. (قضايا وشؤون مسرحية) صدر عن دار الصدى في مجلة دبي الثقافية.
11. (المجموعة الكاملة) لأعماله في خمسة مجلدات، 2001. الأربعة الأولى تضم أكثر النصوص المسرحية التي كتبها، والمجلد الخامس مجموعة الحوارات الصحفية التي أجريت معه على مدار أكثر من ثلاثين عامًا.

### أعمال مسرحية
1. الحفلة دارت في الحارة، وِزارة الثقافة السورية 1973. ط2 مكتبة ميسلون 1982.
2. الممثلون يتراشقون الحجارة، وِزارة الثقافة السورية 1975. ط2 مكتبة ميسلون 1982.
3. العشاق لا يفشلون، وِزارة الثقافة السورية 1977.
4. لا تنظر من ثقب الباب، اتحاد الكتَّاب العرب بدمشق 1978.
5. الجدران القرمزية، وِزارة الثقافة السورية 1980.
6. العيون ذات الاتساع الضيق، ومعها البيت والوهم، والطائر يسجن الغرفة، اتحاد الكتَّاب العرب 1980.
7. القرى تصعد إلى القمر، دار الكلمة بيروت 1980.
8. ثلاث مسرحيات غير محايدة، وهي: الصخرة والحفرة، وقطعة العملة، والميراث، دار الحقائق بيروت 1982.
9. يا حاضر يا زمان، وِزارة الثقافة السورية 1982.
10. لا ترهب حد السيف، اتحاد الكتاب العرب دمشق 1984.[4]
11. طاقية الإخفاء.
12. الجدار.
13. الغيمة السوداء.
14. الأفعى حبيبتي.
15. الليلة الأخيرة، وديك الجن، مسرحيتان في كتاب واحد، صدر عن اتحاد الكتَّاب العرب، عام 2005.
16. عريس وعروس، صدر عن اتحاد الكتاب العرب، عام 2007.

### مسرحيات للأطفال
1. حارسو الغابة، اتحاد الكتاب العرب دمشق 1983.
2. البئر المهجورة، اتحاد الكتاب العرب دمشق 1983.
3. الصندوق الأخضر، اتحاد الكتاب العرب دمشق 1983.[4]
4. مسرحيتان للأطفال: «حكاية الملك يونان» و«السرير السحري»، وِزارة الثقافة السورية 2010.
5. الجزيرة الخضراء.

## تكريمه
- كرَّمه مهرجان القاهرة الدَّولي للمسرح التجريبي عام 1995، ضمن عشرة من أهم المسرحيين في العالم.
- كرَّمته مديرية الثقافة في حلب عام 1997.
- كرَّمه اتحاد الكتَّاب العرب في سورية عام 2001.
- كرَّمته نقابة الفنانين السوريين في مهرجان حمص المسرحي السادس عشر عام 2003.
- كرَّمته وِزارة الثقافة في سورية في مهرجان دمشق للفنون المسرحية الثاني عشر عام 2004.
- كرَّمه اتحاد عمَّال حمص في احتفاله بالذكرى الثالثة والثلاثين لتأسيس فرقة المسرح العمالي عام 2006.
- كرَّمته مدينة الحسكة السورية في مهرجان ثقافي كبير عام 2006.
- كرَّمه الاتحاد الوطني لطلبة سورية في مهرجان المسرح الجامعي الحادي والعشرين عام 2007.
- كرَّمته جمعية أصدقاء حمص عام 2009.
- كرَّمه الاتحاد العام لنقابات العمَّال في الدورة العشرين لمهرجان المسرح العمَّالي المركزي عام 2009.
- كرَّمته نقابة المعلِّمين السورية في احتفالها باليوم العالمي للغة العربية في شهر مارس (آذار) 2010.
- كرَّمته رابطة الخرِّيجين الجامعيين في حمص عام 2010.
- كرَّمته جامعة حلب ضمن فعاليات الندوة الدَّولية للنقد التطبيقي عام 2010.

## وفاته ونعيه
توفي فرحان بلبل يوم الجمعة 17 رجب 1446هـ الموافق 17 يناير (كانون الثاني) 2025م، عن عمر ناهز الثامنة والثمانين.
ونعاه اتحاد الكتَّاب العرب بدمشق قائلًا: خسر اتحاد الكتَّاب العرب في سورية اليوم أحدَ أهم روَّاد المسرح وأكبر منظِّريه، الكاتب والناقد والمخرج فرحان بلبل عن عمر ناهز 87 عامًا أثرى فيها المسرح السوري والعربي بأهم الأعمال. وهو عضو جمعية المسرح في الاتحاد. رئيس اتحاد الكتَّاب العرب وأعضاء المكتب التنفيذي ومجلس الاتحاد وأعضاء جمعية المسرح وأعضاء الاتحاد يرجون من المولى عزَّ وجلَّ أن يتغمَّد الراحل بواسع رحمته وأن يسكنه فسيح جناته ويلهم أهله الصبر والسُّلوان.